# Les chevaliers de la cloche
Les chevaliers de la cloche è un film del 1938 diretto da René Le Hénaff.